# Tiger Stadium (Detroit)
Das Tiger Stadium (ehemals Navin Field und Briggs Stadium) war ein Baseballstadion in der US-amerikanischen Stadt Detroit im Bundesstaat Michigan. Das im Jahr 1912 eröffnete Stadion war die Heimat der MLB-Baseballmannschaft Detroit Tigers, die heute im Comerica Park ihre Heimspiele austrägt. Ebenso spielte hier die NFL-Footballmannschaft Detroit Lions, die nun im Ford Field spielen. Es wurde 1989 in das National Register of Historic Places aufgenommen. Seinen Spitznamen „The Corner“ (englisch Die Ecke) trägt das Stadion wegen seiner Lage an der Kreuzung der Michigan Avenue und Trumbull Avenue. Nach dem Umzug der Baseballmannschaft in den Comerica Park gab es mehrere gescheiterte Versuche zum Erhalt des Stadions, so dass es schließlich am 21. September 2009 abgerissen wurde. Das eigentliche Spielfeld blieb aber erhalten und wird heute noch von den Fans genutzt.
Im Frühjahr 2011 gab die Detroit Free Press bekannt, dass freiwillige Helfer der Motor City Blight Busters das Spielfeld wieder bespielbar gemacht haben.

## Geschichte

### Die Anfänge

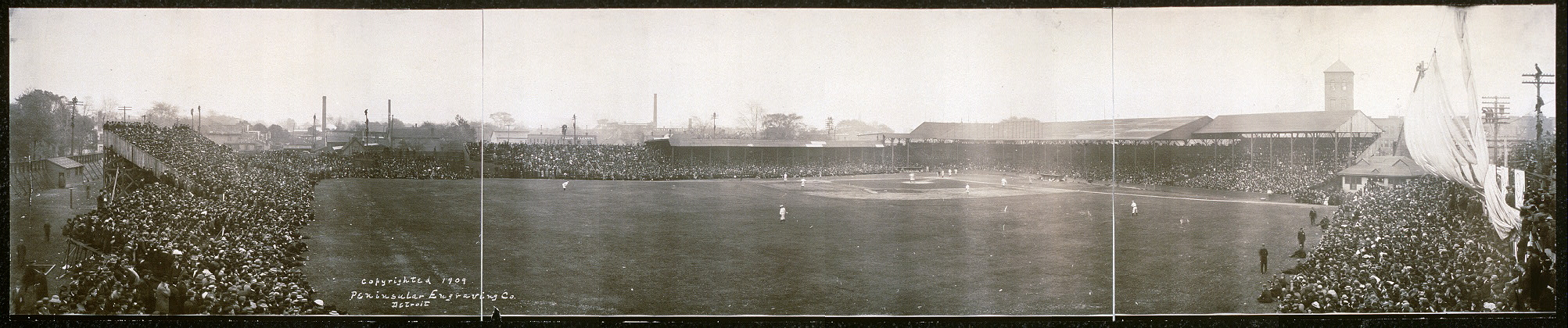
World-Series-Spiel im Bennett Park am 11. Oktober 1909

Im Jahr 1895 wurde vom Eigentümer der Detroit Tigers, George Vanderbeck, ein neues Baseballstadion an der Kreuzung der Michigan und Trumbull Avenue gebaut. Das Stadion bekam den Namen Bennett Park (benannt nach Charlie Bennett, nicht zu verwechseln mit dem gleichnamigen Park in New York). Es bestand hauptsächlich aus einer überdachten Holztribüne und unüberdachten Sitzplätzen.

### Im 20. Jahrhundert

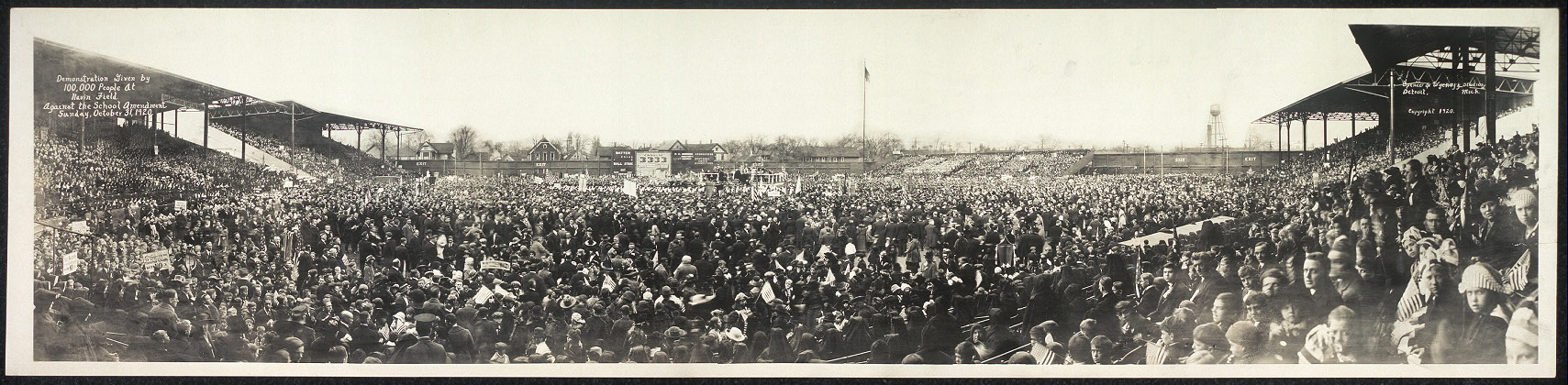
Navin Field im Jahr 1920

1911 ordnete der neue Eigentümer der Tigers, Frank Navin den Bau eines neuen Stadions aus Stahl und Beton an, das 23.000 Zuschauer fassen konnte. Am 20. April 1912 wurde Navin Field am gleichen Tag wie der Fenway Park der Boston Red Sox eröffnet.
Im Laufe der Jahre wurde das Stadion um weitere Zuschauerplätze erweitert. Nach dem Tod von Frank Navin 1935 wurde eine Erweiterung des Stadions durch neuen Besitzers Walter Briggs auf 36.000 Plätze veranlasst. 1938 verlegte die Stadt Detroit die Cherry Street, so dass das Stadion (mit dem neuen Namen Briggs Stadium) auf 53.000 Plätze ausgebaut werden konnte.
Im selben Jahr begann auch die Footballmannschaft Detroit Lions ihre Heimspiele im Briggs Stadium auszutragen. Sie spielten dort bis 1974, bevor sie in den Pontiac Silverdome in Pontiac, Michigan umzogen.
1961 wurde das Stadion vom damaligen Besitzer John Fetzer schließlich in Tiger Stadium umbenannt. Das Stadion war Austragungsort der World Series Siege der Tigers in den Jahren 1968 und 1984.
Auch wenn das Stadion in den 1970er und 80er Jahren veraltet war, war es bei vielen Fans wegen seiner Historie beliebt, da viele Sitze nahe am Spielfeld und damit nahe am Geschehen waren. Im Jahr 1977 verkauften die Tigers das Stadion an die Stadt Detroit, die es wiederum an die Tigers vermietete. Im Rahmen dieses Verkaufs wurden die grünen Holzsitze durch blaue und orange Plastiksitze ausgetauscht und das Innere des Stadions blau gestrichen.
1992 erweiterte der neue Besitzer Mike Ilitch das Stadion um den Tiger Den (Bereich mit gepolsterten Sitzen und Bedienung) und den Tiger Plaza (Einkaufsbereich außerhalb des Stadions).
Nach dem Streik in der Major League 1994 wurde der Bau eines neuen Stadions beschlossen, obwohl viele sich für den Erhalt des alten Stadions einsetzten. Schließlich wurde 1997 der Bau des neuen Comerica Park begonnen.

### Das letzte Spiel
Am 27. September 1999 fand das letzte Spiel im Tiger Stadium statt. Die Tigers gewannen 8-2 gegen die Kansas City Royals mit einem Grand Slam des First Base men Robert Fick im 8. Inning. Nach dem Spiel fand eine Abschlussfeier mit ehemaligen und damals aktuellen Stars der Tigers statt. In der Saison 2000 zogen die Tigers in den Comerica Park um.

### Das 21. Jahrhundert
In den Jahren 1999 bis Anfang 2006 investierte die Stadt Detroit fast 4 Millionen US-Dollar in den Unterhalt des Stadions.
Im Sommer 2000 wurde Im Stadion der HBO Baseballfilm 61* des Regisseurs Billy Crystal gedreht. Der Film beschreibt den Versuch der New York Yankees Spieler Mickey Mantle und Roger Maris den Rekord von 60 Home Runs in einer Saison, aufgestellt von Teamkollege Babe Ruth, zu brechen. Maris gelang dies dann auch. Das Stadion wurde hierfür neu angestrichen, um ihm das Aussehen des Yankee Stadium zu verleihen. Eine zusätzliche Sitzreihe, Logos und die Umgebung wurden digital hinzugefügt. Nach Ende der Dreharbeiten wurde das Stadion wieder in den Originalzustand versetzt.
Am 4. und 5. Februar fand in einem Zelt im Stadion der Bud Bowl 2006 der amerikanischen Brauerei Anheuser-Busch statt. Einer der auftretenden Künstler war Snoop Dogg.

### Abriss

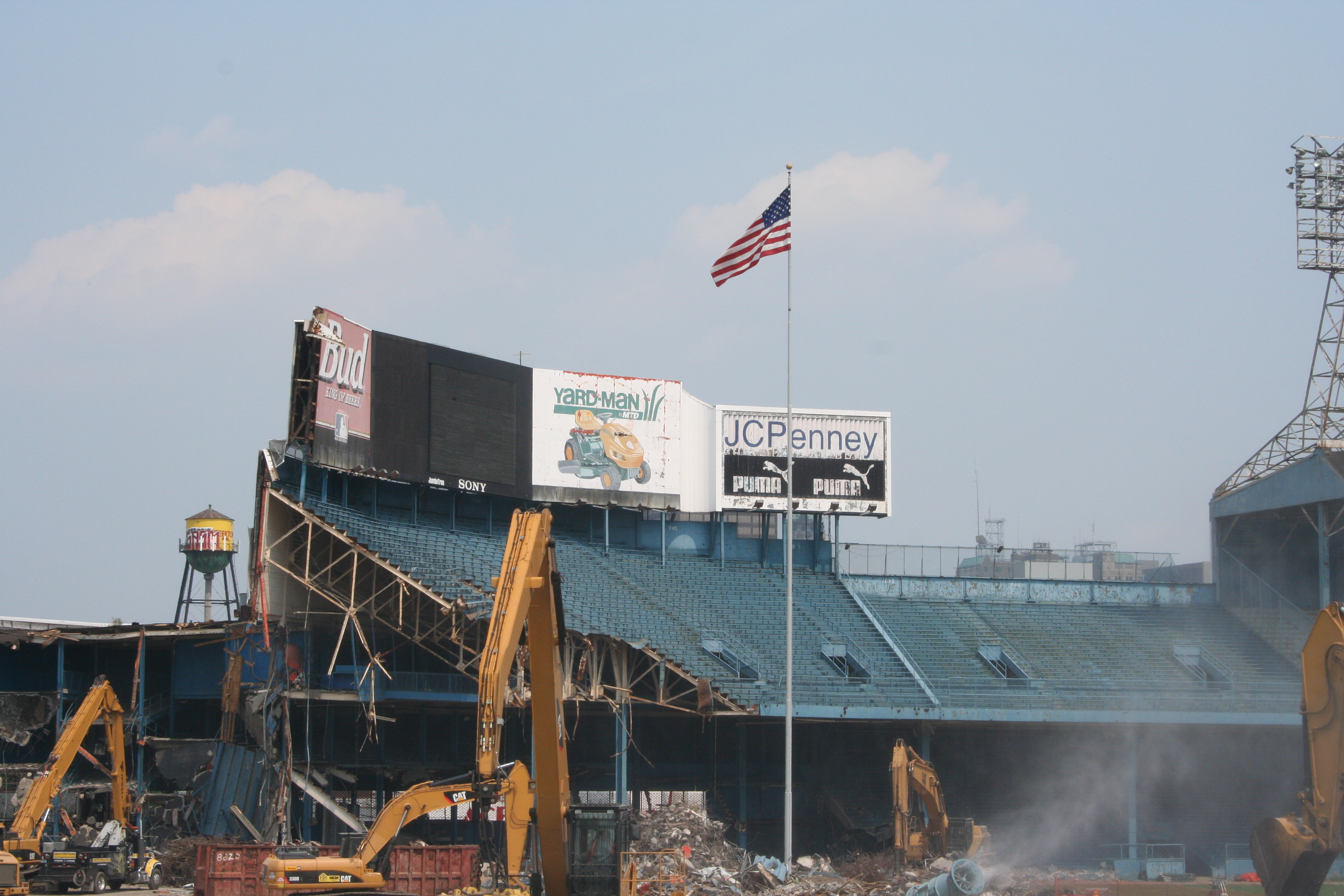
Sitzreihen am Center Field während des Abrisses

Viele private Investoren zeigten Interesse, das Stadion nach seiner Schließung zu retten. Dies beinhaltete sogar Pläne, das Stadion in eine Wohnanlage umzubauen. Einer der ernstzunehmenderen Ideen sah vor, eine Minor-League-Mannschaft zu etablieren. Hierzu sollte das Navin Field als Vorlage dienen und um Museen, Geschäfte und Konferenzräume erweitert werden.
Der Abriss war aber unausweichlich, als der damalige Bürgermeister von Detroit, Kwame Kilpatrick, den Abriss für das darauffolgende Jahr verkündete.

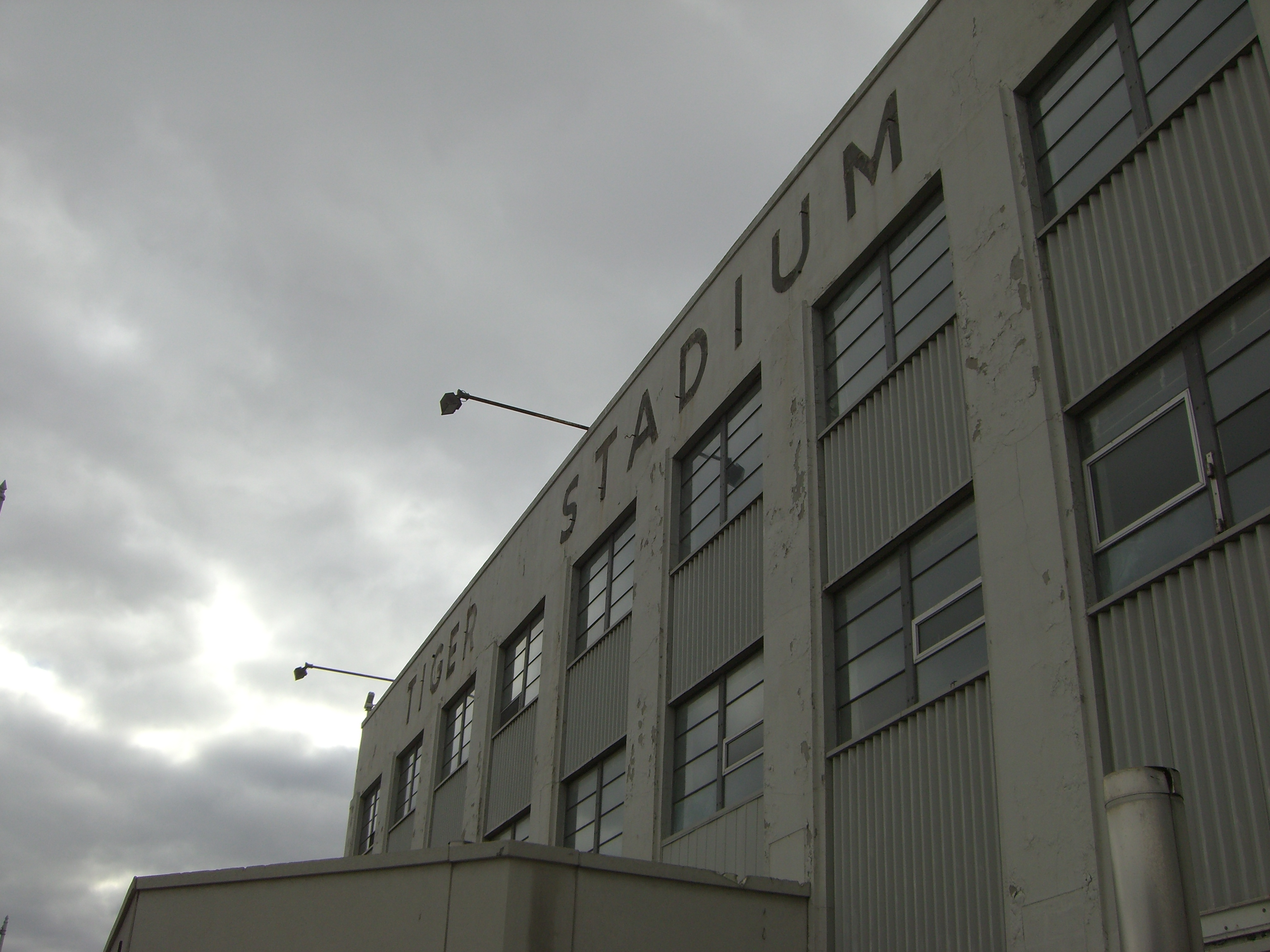
Stadion mit entferntem Schriftzug

Am 18. Dezember 2006 veranstaltete die Detroit Economic Growth Corporation (DEGC) eine Führung durch das Stadion mit dem Ziel, eine Auktion zur Versteigerung von Teilen des Stadions als Erinnerungsstücke durchzuführen. Nach dem Abbau der dieser (nichttragenden) Teile wie Sitze, Schilder u. ä. sollte der Abriss fortgeführt werden.
Im Juni 2007 machte die DEGC ihr Angebot offiziell. Damit schien die langanhaltende Diskussion über den Verbleib des alten Stadions zunächst beendet.
Am 27. Juli 2007 verabschiedete der Stadtrat von Detroit Pläne zum Abriss noch vor September des folgenden Jahres. Allerdings wurde damit nicht die DEGC beauftragt. Das Leuchtschild „TIGER STADIUM“ und einige Sitze wurden zwar abgebaut, aber nie versteigert. Sie wurden stattdessen der Detroit Historical Society gespendet.
Der Auftrag zum Abriss wurde schließlich am 22. April 2008 der DEGC zugesprochen, allerdings mit der Auflage, dass die Kosten nicht von der Stadt getragen werden sollten, sondern der Abriss durch den Verkauf des Altmetalls finanziert werden sollten. Die Abrissarbeiten begannen am 30. Juni mit der Wand hinter der Zuschauertribüne Richtung Interstate 75 an der Kreuzung der Trumbull Avenue. Mit dem Abriss der Tribünen des Left Fields konnte man zum ersten Mal seit den 1930er Jahren wieder in das Stadion blicken (zu dieser Zeit war die doppelstöckige Tribüne errichtet worden).
Als die Stadt ein 33,4 Millionen US-Dollar teures Vorhaben der Old Tiger Stadium Conservancy zum Erhalt des Stadions am 7. Juni 2009 mit 7 zu 1 Stimmen ablehnte, war der Abriss der noch stehenden Stadionteile beschlossen. Der Versuch, eine einstweilige Verfügung vor Gericht zu erwirken, scheiterte am 7. Juni 2008, und die Arbeiten wurden noch am selben Tag fortgesetzt.
Der letzte Teil des Baus fiel am 21. September 2009.

## Sonstiges
- Am 28. Juni 1996 spielte die Hard-Rock-Band KISS das Eröffnungskonzert ihrer Alive/Worldwide Tour vor 39.867 Fans mit den Vorgruppen Alice in Chains und Sponge.
- Der nordirische Fußballverein Glentoran FC spielte im Jahr 1967 unter dem Namen Detroit Cougars für zwei Monate im Tiger Stadium in der United Soccer Association.
- In einer Umfrage der Sports Illustrated unter Spielern der Major League über die beliebtesten Stadien erreichte das Tiger Stadium die Top 5.
- Im Musikvideo des Songs Beautiful von Eminem sieht man ihn durch das abgerissene Stadion laufen.

## Galerie

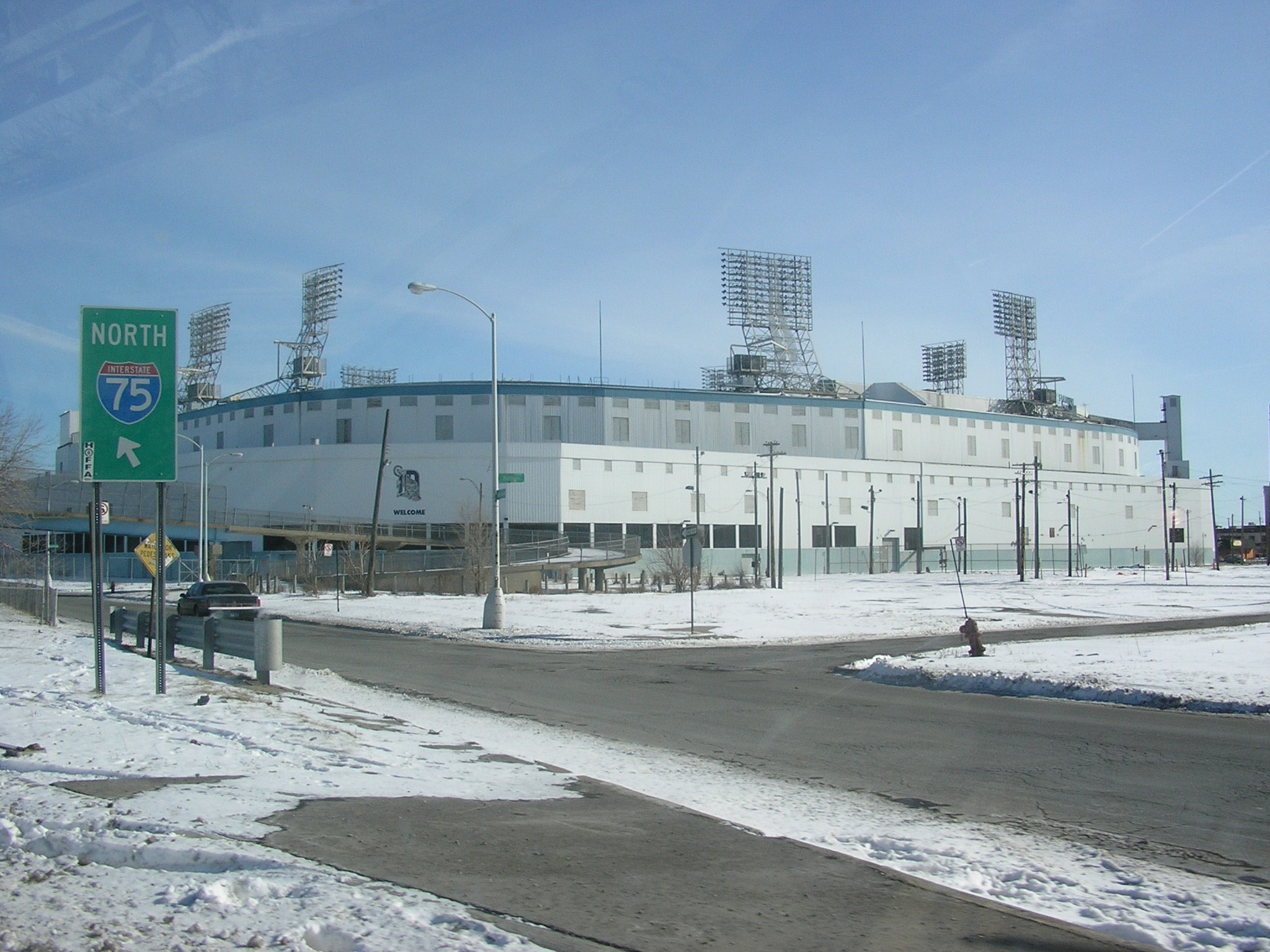
Tiger Stadium im Januar 2005
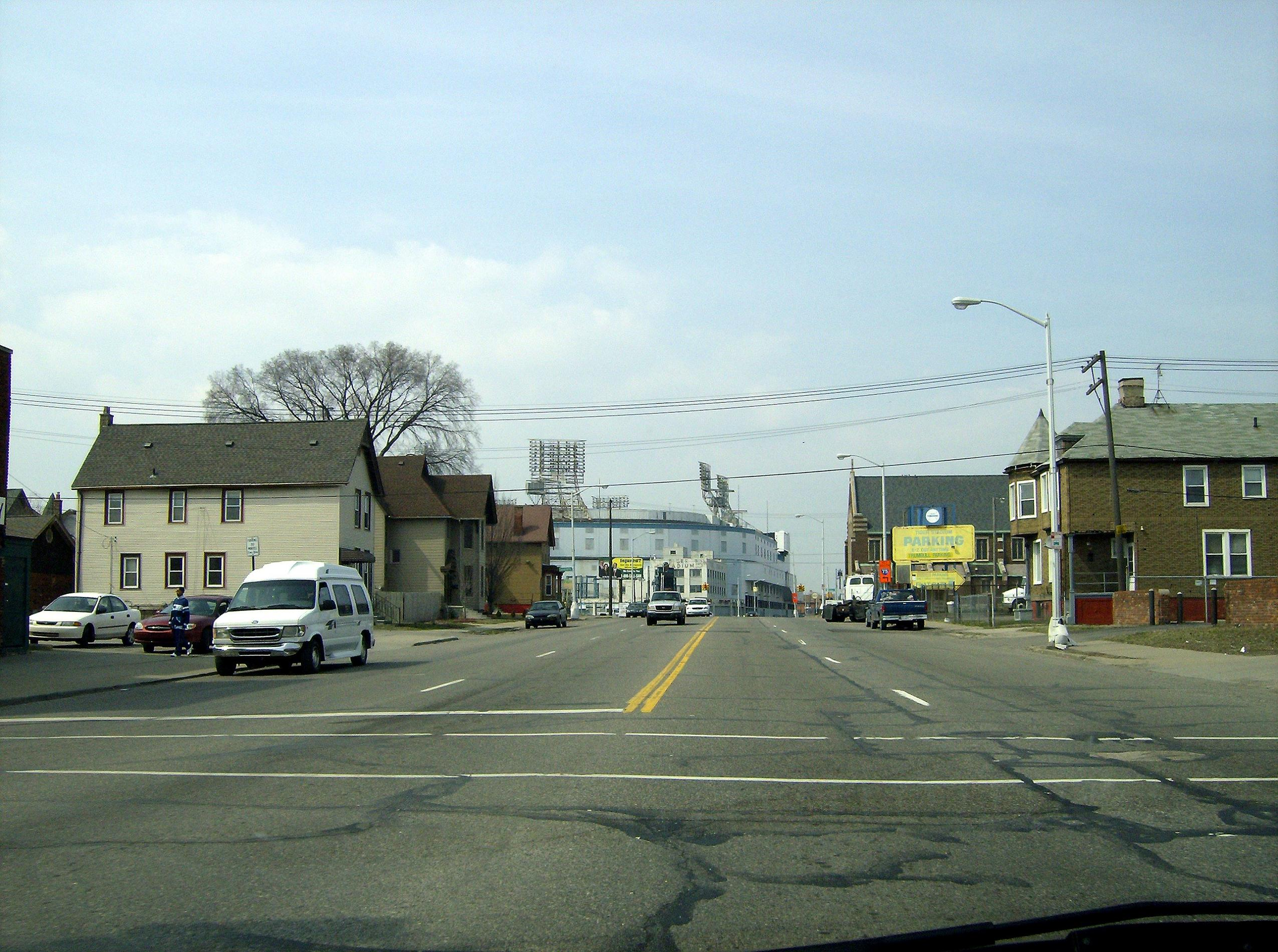
Tiger Stadium im Stadtteil Corktown.
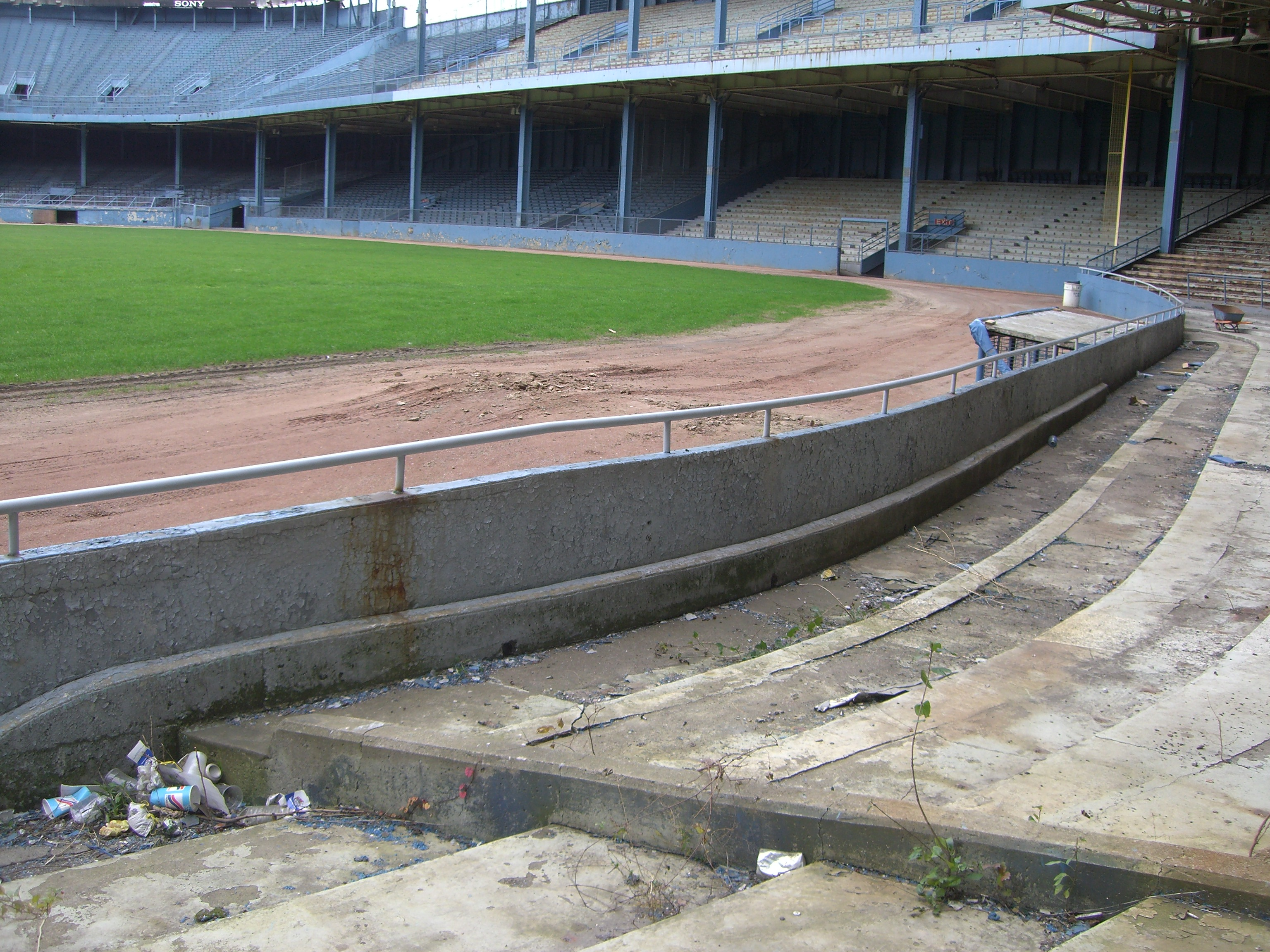
Sicht hinter dem Bullpen, November 2007.
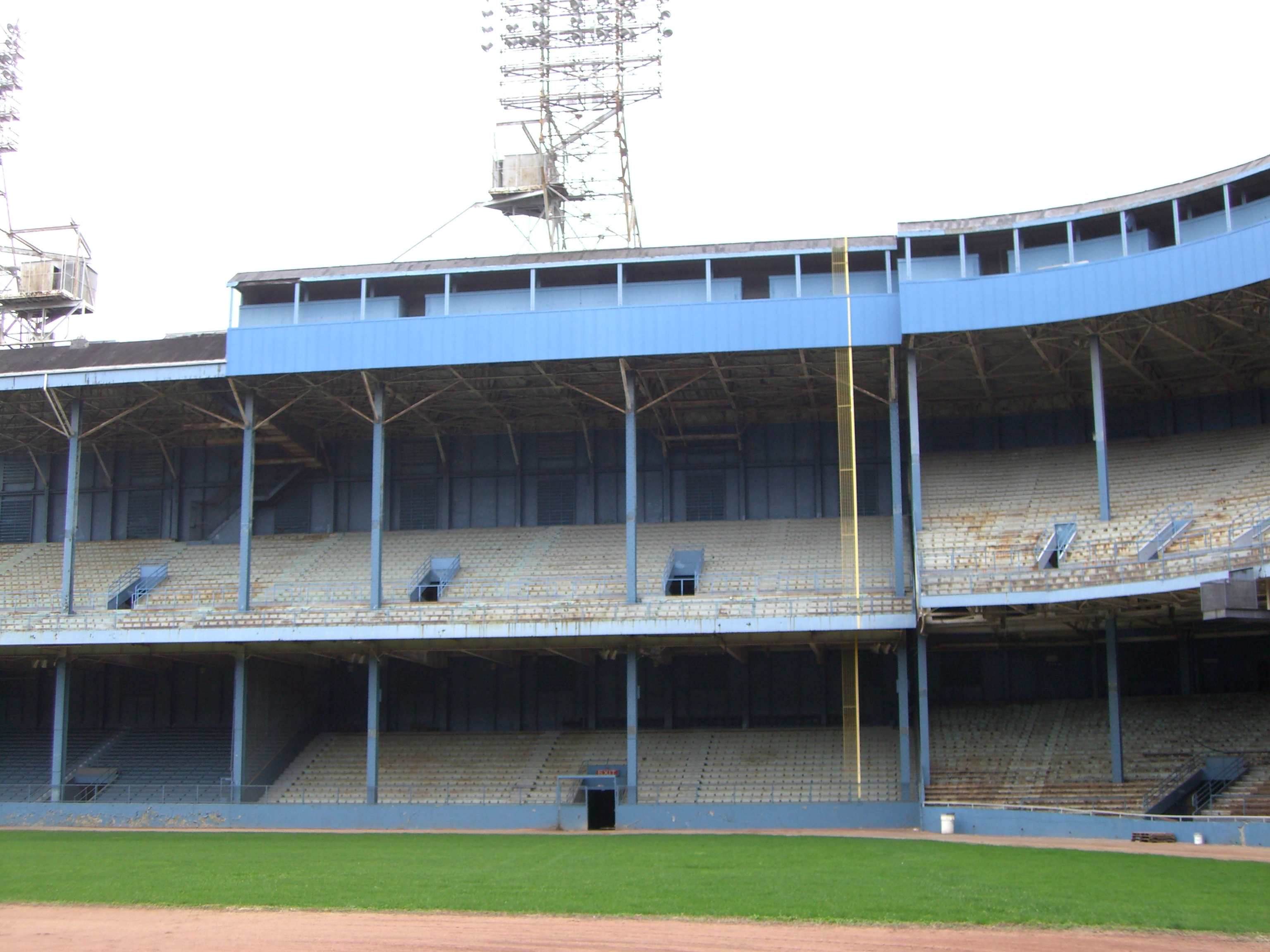
Tiger Stadium mit abgebauten Sitzen im November 2007.